# Lonchocarpus longipes
Lonchocarpus longipes là một loài thực vật có hoa trong họ Đậu. Loài này được Urb. & Ekman miêu tả khoa học đầu tiên.